# Xã Brush Creek, Quận Adams, Ohio
Xã Brush Creek (tiếng Anh: Brush Creek Township) là một xã thuộc quận Adams, tiểu bang Ohio, Hoa Kỳ. Năm 2010, dân số của xã này là 1.236 người.